# Britské korunní závislé území

Britská korunní závislá území (červeně)

Britské korunní závislé území (anglicky Crown Dependency, tj. korunní závislé území či korunní dependence) je status, který mají tři ostrovní země úzce propojené se Spojeným královstvím: Guernsey a Jersey v Lamanšském průlivu a Ostrov Man v Irském moři. Jako samosprávná území s rozsáhlou autonomií je drží Britská koruna, nejsou ale součástí Spojeného království a nejsou ani suverénními státy.
Svým charakterem, polohou i historií se liší od britských zámořských území, které jsou pozůstatkem Britského impéria. Guernsey a Jersey se nacházejí na Normanských ostrovech u pobřeží Francie a od 13. století jsou zbytkem středověkého Normandského vévodství. Ostrov Man leží jakožto součást Britských ostrovů mezi Velkou Británií a Irskem, do držení anglických panovníků se trvale dostal ve 14. století.

## Seznam
Britskými korunními závislými územími jsou:
- Guernsey
- Jersey
- Ostrov Man

### Guernsey
Korunní závislé území Rychtářství Guernsey o rozloze 78 km² se skládá z ostrovů Guernsey, Alderney, Sark, Herm a dalších, převážně neobydlených drobných ostrůvků. Žije zde přibližně 68 tisíc obyvatel, hlavním městem je Saint Peter Port na ostrově Guernsey. Guernseyjský parlament je zákonodárným sborem celého rychtářství, avšak odlehlejší ostrovy Alderney a Sark mají rovněž vlastní parlamenty.

### Jersey
Korunní závislé území Rychtářství Jersey o rozloze 120 km² se skládá z ostrova Jersey a dalších neobydlených drobných ostrůvků. Žije zde přibližně 103 tisíc obyvatel, hlavním městem je Saint Helier.

### Ostrov Man
Korunní závislé území Ostrov Man má rozlohu 574 km² a tvoří jej ostrov Man a několik malých ostrůvků. Žije zde přibližně 83 tisíc obyvatel, hlavním městem je Douglas. Manský parlament Tynwald je nejstarším nepřetržitě fungujícím parlamentem na světě (vznikl v roce 979).

## Status
Korunní závislá území netvoří součást Spojeného království. Mají vlastní soudnictví, zákonodárství prostřednictvím samostatného zákonodárného sboru i vlastní hospodářskou a měnovou politiku. Nejedná se však o suverénní státy, mají status „území, za něž je odpovědné Spojené království“.
Hlavou korunních závislých území je britský panovník, nikoli ovšem z titulu britského krále, ale na Normanských ostrovech jako King in right of the Bailiwick of Guernsey, respektive King in right of the Bailiwick of Jersey, a na Ostrově Man jako pán Manu (Lord of Man). Ve všech třech zemích je zastupován guvernérem (Lieutenant Governor).
Od roku 2001 zodpovídá za korunní závislá území ve Spojeném království Úřad lorda kancléře (Lord Chancellor's Department), od roku 2003 přejmenovaný na Ministerstvo pro ústavní záležitosti (Department of Constitutional Affairs), posléze Ministerstvo spravedlnosti (Ministry of Justice).
Každý zákon přijatý na závislých územích musí schválit King-in-Council, v současnosti tedy královská rada (Privy Council) s královským radou zodpovědným za závislá území (Privy Councillor with Responsibility for the Crown dependencies). Ten je také členem britské vlády.
Za zahraniční vztahy a obranu odpovídá Spojené království. Korunní závislá území si určují vlastní imigrační politiku a celní správu. Korunní závislá území nikdy nebyla členy Evropské unie, byla však součástí Evropské celní unie. S ukončením procesu brexitu byla v roce 2020 zřízena celní unie mezi Spojeným královstvím a korunními závislými územími.